# Sesselherd

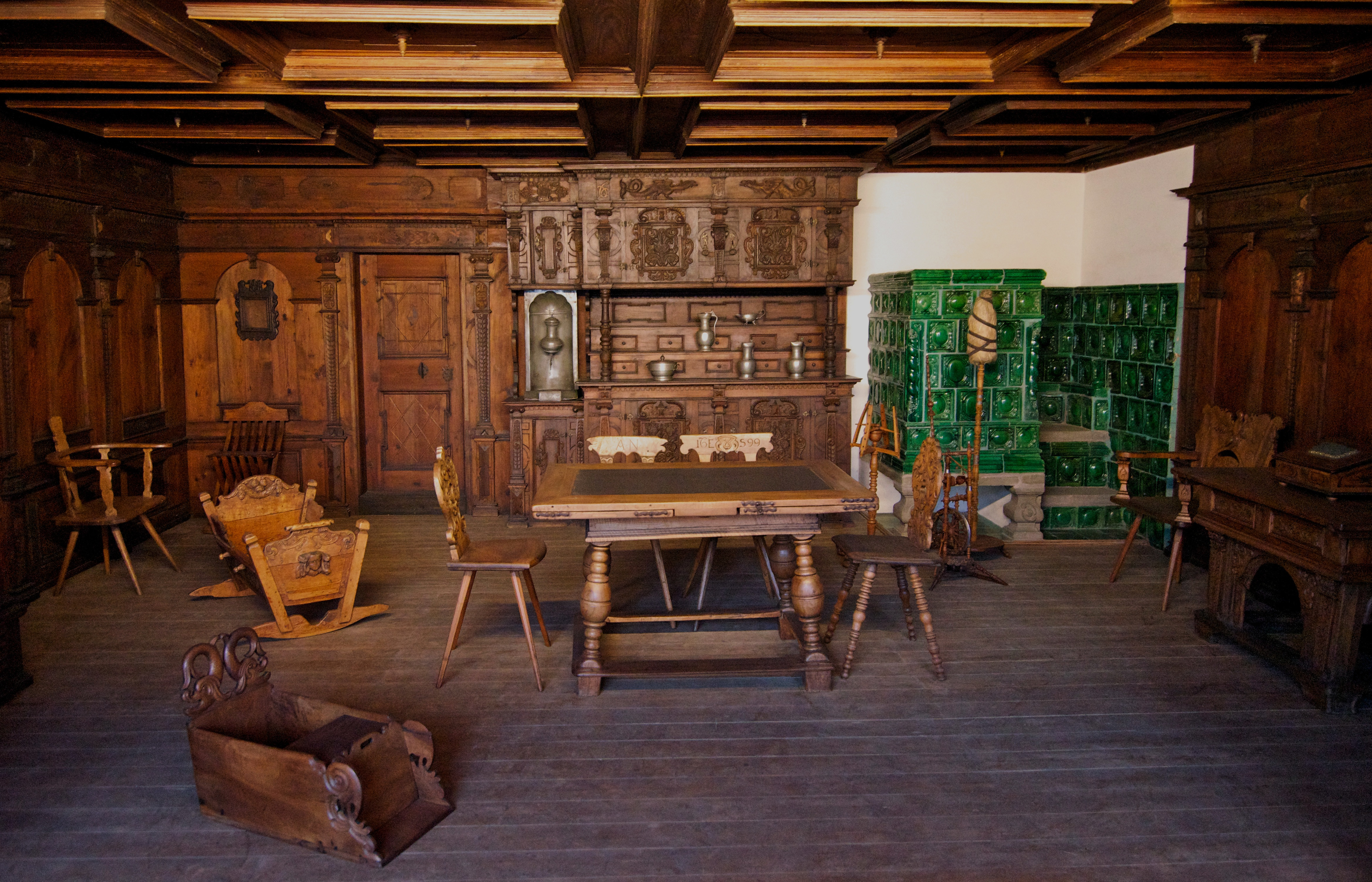
Stufenofen aus Thurgau/Nordostschweiz, 1666

Ein Sesselherd (auch Sesselofen) ist eine besondere Form des Ofens.

## Beschaffenheit
Es handelt sich um einen zweistufigen Ofen. In Arbeitshöhe ist er ein Herd zum Kochen, oft auch mit Wasserschiff für warmes Wasser.  Darüber dient er oben als Ofen zum Heizen des Raums (klassischer Grundofen) und besitzt dort häufig eine Backröhre oder ein Wärmefach. Dagegen ist ein Stufenofen nur ein kastenförmiger Kachelofen mit Abstufungen, so dass der Ofen oben insgesamt schmaler ist.